# تشانغ يي مين
تشانغ يي مين (مواليد أبريل 1983) (بالصينية: 张一鸣) رائد أعمال صيني على الإنترنت. أسس شركة بايت دانس في عام 2012، وطور تطبيق الأخبار توتياو (Toutiao) ومنصة مشاركة الفيديو تيك توك. اعتبارًا من عام 2019، مع أكثر من مليار مستخدم يومياً ، تقدر قيمة بايت دانس بـ 225 مليار دولار أمريكي، مما يجعلها واحدة من اكبر الشركات الناشئة في العالم.
بحسب تقديرات شركة هورون ، تقدر ثروة تشانغ الشخصية بنحو 37 مليار دولار بعد خسارته ما يقارب 17 مليار دولار سنة 2022، مما يجعله ثاني أغنى شخص في العالم تحت سن الأربعين.